# Агава оттянутая
Ага́ва оття́нутая (лат. Agáve attenuáta) — растение-суккулент; вид рода Агава (Agave) семейства Агавовые (Agavaceae).

## Ботаническое описание

### Морфология
Этот вид имеет довольно мощный стебель (~15 см в диаметре), достигающий иногда 1,5 м в высоту. На вершине стебля расположена розетка из сероватых или голубовато-зеленых, гладких по краям, с сизоватым налетом, листьев, которые достигают 70 см в длину и 15 см в ширину. Длина выбрасываемого соцветия до 3 метров, цветки зеленовато-жёлтой окраски.

### Размножение
Семенами и отростками.

### Природный ареал
Мексика